# Charlotte McKinney
Charlotte Ann McKinney (Orlando, Florida, 1993. augusztus 6. –) amerikai táncos, modell, színésznő, műsorvezető, valamint humorista aki először Instagram-személyiségként hívta fel magára a figyelmet, végül pedig egy Carl's Jr. reklámban való megjelenésével szerzett szélesebb körű elismerést, amelyet regionálisan a Super Bowl XLIX során sugároztak 2015-ben.

## Pályafutása
Iskolás évei alatt diszlexiája miatt zaklatták, és a középiskola befejezése előtt, 17 éves korában abbahagyta az iskolát. McKinney, aki saját leírása szerint „formás bombázó, nagy mellekkel”, modellként kezdett, de nehezen ért el  sikereket. Ahelyett, hogy hagyományos módon próbálkozott volna, Instagramot használt portfóliójaként, és hamarosan „Insta-hírességgé” vált, ekkor szerepelt először az Esquire magazinban is. McKinney az Instagramot a későbbi sikeréhez hozzájáruló tényezőként említi, amelynek részeként kampányokat vezetett a Guess divatmárkánál.
Szerződött a Wilhelmina Models ügynökséggel is. Számos divatmagazin címlapján szerepelt, például a Jezebel, Ocean Drive, GQ Mexico, Galore és Miami Living magazinokban, és megjelent szerkesztőségi anyagokban a Social Life, Men's Health és Vanity Fair lapokban is.
McKinney részt vett a Dancing with the Stars egyik évadában. Profi táncpartnere Keoikantse Motsepe volt.
McKinney szerepelt Missyként a Joe Dirt 2: Beautiful Loser című filmben. 2017-ben szerepelt a Baywatch című film adaptációjában és a Flatliners remake-jében is.